# ناحیه ژنجیانگ
ژنژیانگ (به لاتین: Zhenjiang District) یک سکونتگاه مسکونی در جمهوری خلق چین است که در شاوگوان واقع شده‌است.